# Picanya (kommun)
Picanya är en kommun i Spanien.   Den ligger i provinsen Província de València och regionen Valencia, i den östra delen av landet, 300 km öster om huvudstaden Madrid. Antalet invånare är 11 319. Arean är 7,1 kvadratkilometer. Picanya gränsar till Valencia, Alaquàs, Catarroja, Paiporta, Torrent och Xirivella. 
Terrängen i Picanya är mycket platt.